# Ссеканди, Эдвард
Эдвард Ссеканди (англ. Edward Ssekandi; род. 19 января 1943, Масака, Центральная область) — государственный и политический деятель Уганды. С 24 мая 2011 года по 21 июня 2021 года занимал должность вице-президента страны. C 2001 по 2011 год работал спикером парламента Уганды. С 1996 года является членом парламента от центрального избирательного округа Букото.

## Биография
Родился в округе Масака 19 января 1943 года. С отличием окончил Университет Восточной Африки со степенью бакалавра права. Также имеет диплом юрисконсульта Центра развития права в Кампале, столице и крупнейшем городе Уганды.
С 1973 по 1978 год работал лектором в Центре развития права. С 1978 по 1979 год занимал должность исполняющего обязанности директора Центра развития права. С 1986 по 1993 год был ведущим юрисконсультом Комиссии по расследованию нарушений прав человека. С 1994 по 1995 год был делегатом конституционной ассамблеи, которая разработала конституцию Уганды 1995 года.
В 1996 году Эдвард Ссеканди был избран в парламент Уганды, чтобы представлять центральный округ Букото, расположенный в округе Масака. Был переизбран в парламент из этого округа в 2001, 2006 и 2011 годах. Был заместителем спикера парламента с 1996 по 2001 год. В 2001 году был избран спикером и занимал эту должность до 2011 года. 19 мая 2011 года на этой должности его сменила Ребекка Кадага, став первой женщиной-спикером парламента в истории Уганды.
Женат. Принадлежит к политической партии Национальное движение сопротивления Уганды. Сообщается, что увлекается спортом.

## Примечание
1. ↑  https://www.workwithdata.com/person/edward-kiwanuka-ssekandi-1943
2. ↑  Matsiko, Haggai. Former speaker Sekandi is new VP and Mbabazi prime minister (24 мая 2011). Дата обращения: 5 февраля 2015. Архивировано из оригинала 8 февраля 2015 года.
3. ↑  Naturinda, Sheila. Uganda: Speaker Ssekandi quits for Kadaga (16 мая 2011). Дата обращения: 5 февраля 2015. Архивировано 19 октября 2012 года.
4. 1 2  POU. Profile of Ssekandi Edward Kiwanuka: Member of Parliament for Bukoto County Central, Masaka District. Parliament of Uganda (POU) (2011). Дата обращения: 5 февраля 2015. Архивировано из оригинала 24 сентября 2015 года.
5. ↑  Kadaga Is First Female Speaker (19 мая 2011). Дата обращения: 5 февраля 2015. Архивировано из оригинала 11 декабря 2014 года.